# Archichauliodes chilensis
Archichauliodes chilensis (лат.) — вид большекрылых насекомых рода Archichauliodes из семейства Коридалиды (Corydalidae). Встречаются в Чили (Южная Америка).

## Описание
Длина передних крыльев самца 24—37 мм, самки 31—41 мм. От близких групп (в Чили встречается Archichauliodes pinares Flint, 1973) отличается следующими признаками: все места крепления мышц на голове тёмные; пенис имеет короткую, двулопастную вершину и боковые пунктуры. В переднем крыле передняя ветвь жилки 2А остаётся отдельной от жилки 1А, так что ячейка А1 закрыта на своём дистальном конце поперечной жилкой между жилками 1А и 2А. Антенны нитевидные. На девятом брюшном сегменте отсутствуют гоностили.